# Velvet armour
Velvet armour is een studioalbum van Ton Scherpenzeel.

## Inleiding
Scherpenzeel bracht tijdens zijn periode bij Kayak onregelmatig ook eigen studioalbums uit. Velvet armour is een album dat tot stand kwam tijdens de periode waarin Kayak werkte aan wat hun laatste album zou worden: Out of this world. De gezondheid (en leeftijd) van Scherpenzeel zouden het niet meer toestaan een uitgebreide tournee op touw te zetten; die uit 2022 zou de laatste zijn. Scherpenzeel wendde zich tot muziek die al eerder in Kayak opdook, muziek uit renaissance en barok, Bijvoorbeeld track My heart never changed van Royal Bed Bouncer. Hij werd bij Velvet armour bijgestaan door meer klassiek gerichte musici door bijvoorbeeld Annet Visser, enigszins bekend vanuit Flairck.  Daar waar Scherpenzeel nauwelijks zong in Kayak en ook Camel was hij bij dit albumr de belangrijkste zanger met op de achtergrond zijn echtgenote Irene Linders.

## Musici
- Ton Scherpenzeel – muziek, teksten, arrangementen, muziekproducent, alle muziekinstrumenten, zang

Met
- Annet Visser – dwarsfluiten en blokfluiten
- Rens van der Zalm – fiddle
- Maria-Paula Majoor – eerste viool
- Daniel Torrico Menacho – tweede viool
- Karsten Marijn Kleijer – altviool
- Arno van der Vuurst – cello
- Irene Linders - achtergrondzang

## Muziek
| Nr. | Titel                  | Duur |
| --- | ---------------------- | ---- |
| 1.  | The rose and the crowm | 4:40 |
| 2.  | River to the sea       | 2:57 |
| 3.  | Noughts and crosses    | 2:26 |
| 4.  | Pillars of light       | 4:11 |
| 5.  | Secret garden          | 2:55 |
| 6.  | La joyeuse de Lyth     | 2:10 |
| 7.  | Velvet armour          | 2:53 |
| 8.  | Lily’s lament          | 2:33 |
| 9.  | Mirrors of Versailles  | 4:24 |
| 10. | My heart never changed | 3:23 |
| 11. | Tears of glass         | 2:20 |
| 12. | Rings around the moon  | 5:25 |
| 13. | Egg dance              | 2:17 |
| 14. | The hands of time      | 2:43 |
| 15. | Marigold               | 2:34 |
| 16. | Tempus fugit           | 3:51 |
| 17. | Road to forever        | 2:59 |
| 18. | River to the sea       | 2:56 |

Mirrors of Versailles bevat een interpretatie van Marche pour la ceremonie du Turcs van barokcomponist Jean-Baptiste Lully, 